# Brunswick (Maryland)
Brunswick – miasto w Stanach Zjednoczonych, w stanie Maryland, w hrabstwie Frederick.